# Eudorylas setiformis
Eudorylas setiformis är en tvåvingeart som först beskrevs av Hardy 1949.  Eudorylas setiformis ingår i släktet Eudorylas och familjen ögonflugor.
Artens utbredningsområde är Malawi. Inga underarter finns listade i Catalogue of Life.